# Maik Nawrocki
Maik Nawrocki (Brema, 7 febbraio 2001) è un calciatore tedesco naturalizzato polacco, difensore dell'Hannover 96, in prestito dal Celtic.

## Caratteristiche tecniche
È un difensore centrale, ma all'occorenza può venre impiegato anche come terzino destro o mediano.

## Carriera

### Club
Dopo aver completato la trafila delle giovanili con il Werder Brema, il 24 febbraio 2021 passa in prestito ai polacchi del Warta Poznań. Il 1 maggio 2021 seguente esordisce fra i professionisti, subentrando a Bartłomiej Burman in occasione della gara pareggiata per 1-1 sul campo del Pogoń Stettino. Una settimana più tardi, nel match casalingo contro lo Slask Wroclaw, viene schierato per la prima volta da titolare. Durante l'incontro, al 40', realizza il primo gol da professionista che porta momentaneamente gli zieloni sull'1-0 (match terminato in seguito 2-3). A fine stagione il Warta decide di non riscattarlo.
Il 15 giugno 2021 viene annunciato il suo passaggio, sempre in prestito, al Legia Varsavia. Esordisce con la squadra della capitale alla prima giornata di campionato, venendo schierato nei 3 di difesa da Czesław Michniewicz nella derby vinto per 1-0 contro il Wisła Płock. Alla seconda giornata, ancora in un derby - stavolta contro il Radomiak Radom - realizza la rete del momentaneo 2-1, che non serve ad evitare la sconfitta dei suoi per 3-1. Il 4 agosto esordisce a livello internazionale, nella gara contro la Dinamo Zagabria valida per i preliminari di Champions League.

### Nazionale
Ha giocato nelle nazionali giovanili polacche Under-17, Under-18 ed Under-19.
Con la nazionale Under-20 polacca ha preso parte al campionato mondiale di calcio Under-20 2019, senza tuttavia mai scendere in campo; in seguito ha giocato anche nella nazionale polacca Under-21.

## Statistiche

### Presenze e reti nei club
Statistiche aggiornate al 18 maggio 2024.
| Stagione              | Squadra               | Campionato            | Campionato | Campionato | Coppe nazionali | Coppe nazionali | Coppe nazionali | Coppe continentali | Coppe continentali | Coppe continentali | Altre coppe | Altre coppe | Altre coppe | Totale | Totale | Totale |
| Stagione              | Squadra               | Comp                  | Pres       | Reti       | Comp            | Pres            | Reti            | Comp               | Pres               | Reti               | Comp        | Pres        | Reti        | Pres   | Reti   |        |
| --------------------- | --------------------- | --------------------- | ---------- | ---------- | --------------- | --------------- | --------------- | ------------------ | ------------------ | ------------------ | ----------- | ----------- | ----------- | ------ | ------ | ------ |
| 2019-2020             | Werder Brema II       | RL                    | 1          | 0          | -               | -               | -               | -                  | -                  | -                  | -           | -           | -           | 1      | 0      |        |
| 2020-2021             | Werder Brema II       | RL                    | 7          | 1          | -               | -               | -               | -                  | -                  | -                  | -           | -           | -           | 7      | 1      |        |
| feb.-giu. 2021        | Warta Poznań          | EK                    | 3          | 1          | CP              | 0               | 0               | -                  | -                  | -                  | -           | -           | -           | 3      | 1      |        |
| 2021-2022             | Legia Varsavia        | EK                    | 19         | 1          | CP              | 2               | 0               | UCL+UEL            | 2+6                | 0                  | -           | -           | -           | 29     | 1      |        |
| 2022-2023             | Legia Varsavia        | EK                    | 25         | 4          | CP              | 5               | 0               | -                  | -                  | -                  | -           | -           | -           | 30     | 4      |        |
| lug. 2023             | Legia Varsavia        | EK                    | -          | -          | CP              | -               | -               | -                  | -                  | -                  | SP          | 1           | 0           | 1      | 0      |        |
| Totale Legia Varsavia | Totale Legia Varsavia | Totale Legia Varsavia | 44         | 5          |                 | 7               | 0               |                    | 8                  | 0                  |             | 1           | 0           | 60     | 5      |        |
| 2022-2023             | Legia Varsavia II     | 3L                    | 1          | 0          | -               | -               | -               | -                  | -                  | -                  | -           | -           | -           | 1      | 0      |        |
| 2023-2024             | Celtic                | SP                    | 10         | 0          | CS+CdL          | 2+1             | 0               | UCL                | 0                  | 0                  | -           | -           | -           | 13     | 0      |        |
| Totale carriera       | Totale carriera       | Totale carriera       | 66         | 7          |                 | 10              | 0               |                    | 8                  | 0                  |             | 1           | 0           | 85     | 7      |        |

## Palmarès

### Club

#### Competizioni nazionali
- Coppa di Polonia: 1

Legia Varsavia: 2022-2023
- Supercoppa di Polonia: 1

Legia Varsavia: 2023
- Campionato scozzese: 2

Celtic: 2023-2024, 2024-2025
- Coppa di Scozia: 1

Celtic: 2023-2024
- Coppa di Lega scozzese: 1

Celtic: 2024-2025